# 相賀站
相賀站（日语：／ Aiga eki */?）是位於三重縣北牟婁郡紀北町相賀，東海旅客鐵道（JR東海）的紀勢本線車站。

## 歷史
- 1934年（昭和9年）12月19日：國鐵紀勢東線三野瀨站至尾鷲站開業，此站啟用[1]。
- 1959年（昭和34年）7月15日：三木里站至新鹿站之間開通，同時路線改名為紀勢本線[1]。
- 1987年（昭和62年）4月1日：伴隨國鐵分割民營化，車站由東海旅客鐵道（JR東海）營運[1]。同日成為簡易委託車站，委託海山町（日语：海山町）負責售票業務。
- 2005年（平成17年）4月1日：於此日起，海山町不再負責售票業務，成為無人車站。

## 車站構造

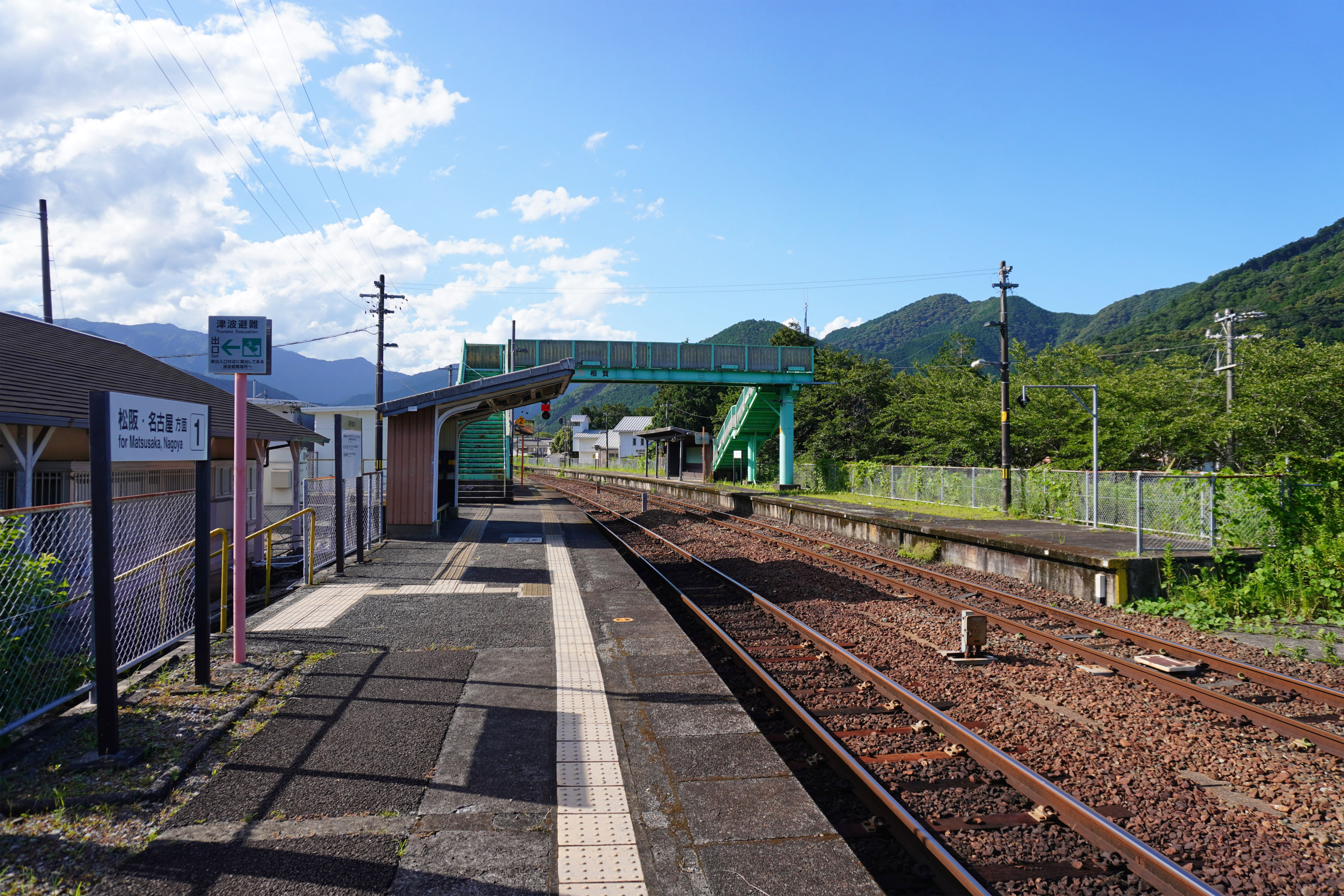
月台（2023年7月）

車站設有2面2線的相對式月台，為地面車站。車站設有開業當初木造車站大樓的残跡。月台之間設有跨線橋。
在1987年4月，在國鐵分割民營化後，把車站的售票業務委託當時的海山町（簡易委託車站），在2005年3月結束。完全成為無人車站。由尾鷲站管理。

### 月台
| 月台 | 路線      | 上下行 | 方向             |
| ---- | --------- | ------ | ---------------- |
| 1    | ■紀勢本線 | 上行   | 松阪、名古屋方向 |
| 2    | ■紀勢本線 | 下行   | 尾鷲、新宮方向   |

## 使用狀況
根據「三重縣統計書」，以下列出近年1日平均乘車人次。
| 年度   | 一日平均 乘車人次 |
| ------ | ----------------- |
| 1998年 | 270               |
| 1999年 | 287               |
| 2000年 | 254               |
| 2001年 | 236               |
| 2002年 | 237               |
| 2003年 | 242               |
| 2004年 | 222               |
| 2005年 | 183               |
| 2006年 | 168               |
| 2007年 | 170               |
| 2008年 | 156               |
| 2009年 | 164               |
| 2010年 | 163               |
| 2011年 | 155               |
| 2012年 | 170               |
| 2013年 | 161               |
| 2014年 | 168               |
| 2015年 | 156               |
| 2016年 | 137               |
| 2017年 | 133               |

## 車站周邊
車站周邊是紀北町的海山市區。接近山和海岸線，附近設有船津川、銚子川、白石湖。在白石湖設有蠔（渡利蠔）養殖場。
車站前設有三重交通相賀站前巴士站。
車站東邊（靠海）
- 紀北町政廳海山綜合分所
- 紀北町立潮南中學
- 第三銀行（日语：第三銀行）海山分店
- 紀北町海山圖書室（日语：紀北町図書館#海山図書室）[2]

車站西邊（靠山）
- 紀北町立相賀小學
- 海山相賀郵局
- 伊勢農協（日语：伊勢農業協同組合）海山分店
- 百五銀行（日语：百五銀行）海山分店
- 紀北信用金庫（日语：紀北信用金庫）海山分店
- 紀勢自動車道海山交流道（日语：海山インターチェンジ）
- 紀北町兒童圖書室（日语：紀北町図書館#児童図書室）[3]
- 三重縣道202號須賀利港相賀停車場線（日语：三重県道202号須賀利港相賀停車場線）
- 三重縣道540號相賀停車場線（日语：三重県道540号相賀停車場線）

## 相鄰車站
東海旅客鐵道（JR東海）
紀勢本線
船津－相賀－尾鷲

## 注腳